# Wellington (Illinois)
Wellington – wieś w Stanach Zjednoczonych, w stanie Illinois, w hrabstwie Iroquois.